# Anoplophora amoena
Anoplophora amoena là một loài bọ cánh cứng trong họ Cerambycidae.